# ديسم بن إبراهيم الكردي

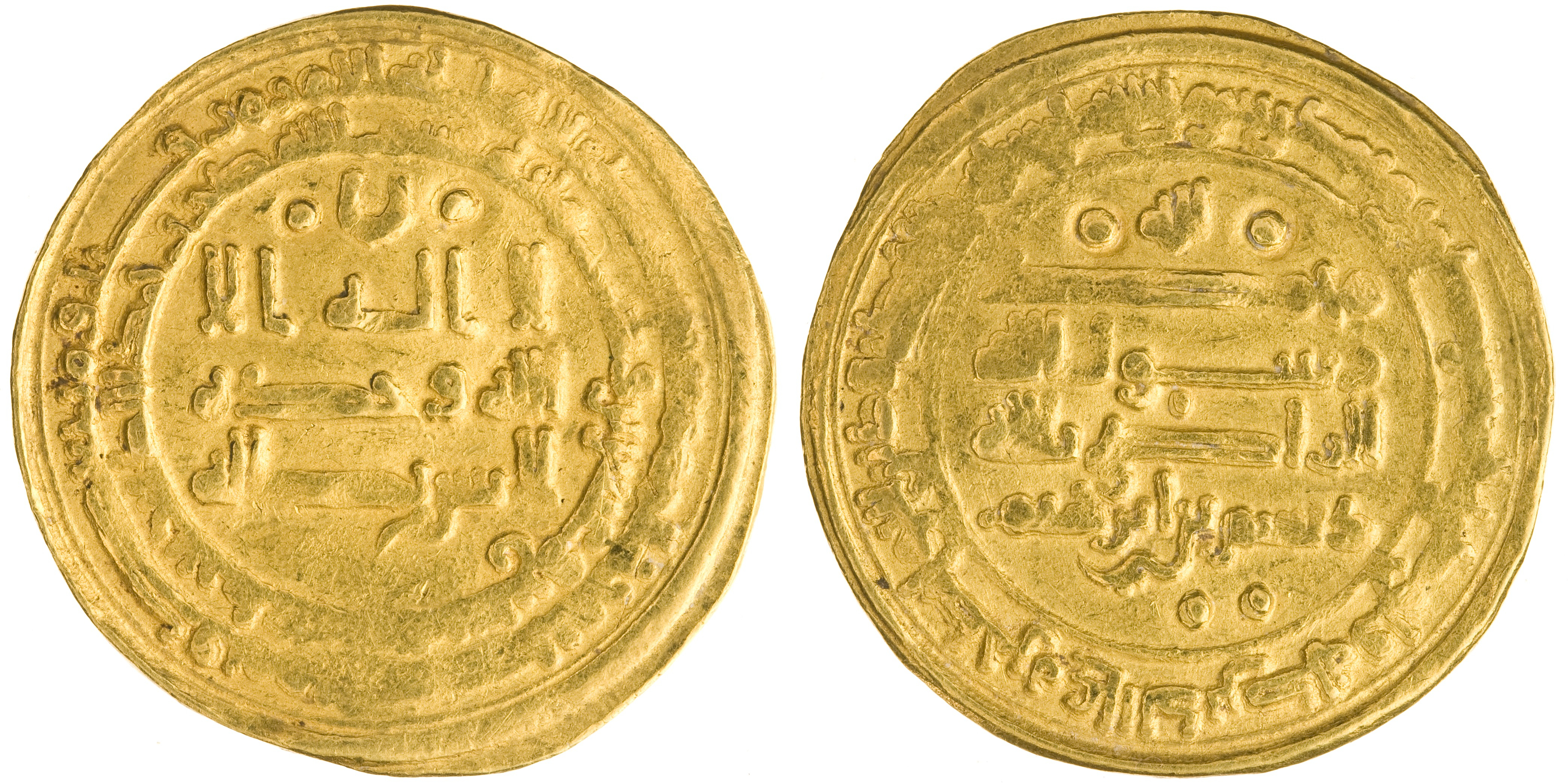
دينار ذهبي باسم ديسم في بردعة.

ديسم بن إبراهيم الكردي هو قائد كردي حكم أذربيجان بين عامي 326 و344 هـ / 938 و955 م خلال فترة الصراع على السلطة بعد سقوط الساجيون.
كان ديسم خوارجيا كرديا، ولد لأم كردية وأب عربي أو كردي. برزَ أثناء خدمته يوسف بن أبي الساج، وبدعم كردي تمكن من الاستيلاء على أذربيجان بحلول عام 326 هجري / 938 ميلادي. لكن سرعان ما هُدد منصبه في أذربيجان من قبل لشكري بن مردي، وهو جيلاني كان سابقا في خدمة بني زيار. طرد جيش لشكري الجيلاني والديلم ديسم من أذربيجان، لكنه تمكن من استعادته لاحقا بمساعدة وشمكير.